# Callona rimosa
Callona rimosa là một loài bọ cánh cứng trong họ Cerambycidae.